# Aya Sameshima
Aya Sameshima (jap. 鮫島 彩, Sameshima Aya; * 16. Juni 1987 in Utsunomiya, Präfektur Tochigi) ist eine japanische Fußballspielerin.

## Karriere

### Vereine
Sameshima spielte in den Jahren 2006 bis 2011 beim Verein Tepco Mareeze, Werksclub des Energieversorgungsunternehmens Tepco. Parallel dazu arbeitete sie bis zur Nuklearkatastrophe von Fukushima im Kernkraftwerk Fukushima Daiichi, nach der Katastrophe zog sich Tepco Mareeze aus dem Spielbetrieb zurück. Sameshima trainierte ab März 2011 bei den Boston Breakers mit, wo sie im Juni 2011 einen Vertrag unterzeichnete. Im September 2011 wechselte sie zum französischen Erstdivisionär HSC Montpellier, bei dem bereits ihre Landsfrau Rumi Utsugi spielte. In der Saison 2014 stand sie bei der US-amerikanischen Franchise Houston Dash unter Vertrag, kam jedoch aufgrund einer Verletzung nicht zum Einsatz.

### Nationalmannschaft
Sameshima nahm an der U-19-Asienmeisterschaft 2006 in Malaysia teil. In ihrem ersten Länderspiel am 31. Mai 2008 im Rahmen der Asienmeisterschaft gelang ihr umgehend ihr erstes Tor. Sameshima absolvierte alle sechs Spiele bei der Weltmeisterschaft 2011 in Deutschland.
Sie gehörte auch zum Kader für das olympische Fußballturnier in London und kam dort in fünf von sechs Turnierspielen zum Einsatz, u. a. im mit 1:2 gegen die Auswahl der USA verlorenen Finale.
Sie wurde auch für die WM 2015 nominiert. Im ersten Gruppenspiel gegen die Schweiz wurde sie noch nicht berücksichtigt. Danach wurde sie in den restlichen sechs Spielen eingesetzt und spielte dabei immer die vollen 90 Minuten. Wie 2011 wurde wieder das Finale gegen die USA erreicht, diesmal aber mit 2:5 verloren.
Bei der Fußball-Asienmeisterschaft der Frauen 2018 hatte sie vier Einsätze und konnte mit ihrer Mannschaft durch einen 1:0-Finalsieg den Titel verteidigen. Schon durch den Halbfinaleinzug hatten sich die Japanerinnen für die WM 2019 qualifiziert. Hier kam sie in den drei Gruppenspielen und im Achtelfinale zum Einsatz, schied in diesem aber mit ihrer Mannschaft gegen Europameister Niederlande aus. Danach wurde sie noch für ein Freundschaftsspiel gegen Kanada im Oktober nominiert, musste aber verletzungsbedingt passen.
Für die wegen der COVID-19-Pandemie um ein Jahr verschobenen Olympischen Spielen in ihrer Heimat wurde sie nicht nominiert.

## Erfolge
- Weltmeisterin bei der FIFA Frauen WM 2011 in Deutschland
- Vizeweltmeisterin 2015
- Silbermedaille bei den Olympischen Spielen 2012
- Asienmeisterin 2018